# Bárcabo
Bárcabo è un comune spagnolo di 105 abitanti situato nella comunità autonoma dell'Aragona.

Fa parte della comarca del Sobrarbe.